# Агьон, Габи
Габи Агьон (урождённая Габриэлла Ханока; 1 марта 1921 — 27 сентября 2014) — французский модельер и основатель французского дома моды Chloé. Утверждается, что она придумала термин «prêt-à-porter».

## Карьера
Габриэлла родилась в Александрии, Египет. Будучи дочерью директора сигаретной фабрики, она познакомилась со своим мужем Раймоном Агьоном (1921—2009), когда обоим было по семь лет в начальной школе. Он родился в богатой семье экспортеров хлопка, но проявил первые пробуждения общественного сознания, которые позже привели его в политическую ссылку. Габи и Раймон, оба евреи, поженились в возрасте 19 лет. Пара переехала в Париж в 1945 году. В Париже Агьоны тяготели к коммунистам, сблизившись с писателями Луи Арагоном, Полем Элюаром и Тристаном Тцарой. Габи запустила Chloé в 1952 году. Раймон открыл художественную галерею в 1956 году, специализируясь на современном искусстве.
Согласно веб-сайту Chloé, Агьон отвергла жёсткую формальность моды 1950-х годов и создавала мягкую, женственную одежду из тонких тканей и называла её «роскошным прет-а-порте». Уникальные для своего времени, это были красиво сделанные вещи, доступные со склада. Свою мастерскую она устроила в горничной над своей большой квартирой. В 1953 году Габи Агьон объединила свои усилия с Жаком Ленуаром — он руководил бизнесом, а она — творчеством. Дуэт устроил первое шоу Chloé в 1956 году за завтраком в Кафе де Флор, эпицентре молодых интеллектуальных парижан 1940-х и 1950-х годов.
Агьон, который позже ушел из поля зрения общественности, сказал: «Все ещё нужно было изобрести, и это меня взволновало». Агьон нанял Карла Лагерфельда в начале своей карьеры и других начинающих модельеров. Её сын Филипп вспоминает, как Лагерфельд пришел в компанию в середине 1960-х: «Когда он прибыл из [дома] Жана Пату, Карл был застенчивым человеком. Он и я мать составила фантастическую команду. Он проникся духом Chloé».
Габи Агьон продолжала управлять домом до 1985 года, когда Chloé была выкуплена Dunhill Holdings (ныне группой Compagnie Financière Richemont). Она умерла в Париже 27 сентября 2014 года.